# Kilroy Was Here (álbum)
Kilroy Was Here es el undécimo álbum de Styx, producido y arreglado por Styx y publicado por A&M Records en 1983.
Se trata de un álbum conceptual ideado por Dennis DeYoung y narra la historia de Robert Orin Charles Kilroy, un cantante de rock que fue capturado y enviado a prisión por la "Mayoría para la Moralidad Musical" (MMM), liderada por el Dr. Everett Righteous. Más tarde, Kilroy escapa disfrazado de "Roboto" y conoce a Jonathan Chance, el líder de un movimiento de rock "underground" y seguidor de Kilroy.
El álbum fue grabado en los estudios "Pumpkin", en Illinois, por Gary Loizzo, Will Rascati y Rob Kingsland. Además, incluyó el exitoso sencillo "Mr. Roboto".
Kilroy Was Here llegó al puesto 3º en la lista de Billboard en 1983.
A su vez, fue el último álbum de estudio de Styx hasta 1990, cuando el grupo publicó "Edge of the Century".

## Film
El cineasta Brian Gibson fue contratado para dirigir la versión cinematográfica de "Kilroy Was Here".
Dicho film fue publicado para promocionar el álbum y contó con la actuación de Dennis DeYoung como Kilroy,
James Young como el Doctor Everett Righteous, Tommy Shaw como Jonathan Chance, Chuck Panozzo como el Teniente
Vanish y John Panozzo como el Coronel Hyde.

## Título
El título del álbum proviene del grafiti "Kilroy Was Here" ("Kilroy estuvo aquí"), el cual era popular en
la Segunda Guerra Mundial. Dicho grafiti apareció en paradas de camiones, restaurantes y salones
militares.

## Canciones
1. "Mr. Roboto" (Dennis DeYoung) - 5:28
2. "Cold War" (Tommy Shaw) - 4:27
3. "Don't Let It End" (Dennis DeYoung) - 4:56
4. "High Time" (Dennis DeYoung) - 4:33
5. "Heavy Metal Poisoning" (James Young) - 3:46
6. "Just Get Through this Night" (Tommy Shaw) - 6:06
7. "Double Life" (James Young) - 3:46
8. "Haven't We Been Here Before" (Tommy Shaw) - 4:06
9. "Don't Let It End (Reprise)" (Dennis DeYoung) - 2:22

## Músicos
- Dennis DeYoung: Teclados, voces y producción.
- Chuck Panozzo: Bajo, pedales de bajo y producción.
- John Panozzo: Batería, percusión y producción.
- Tommy Shaw: Guitarras, sintetizadores, shami-sen, voces y producción.
- James Young: Guitarras, voces y producción.
- Mark Ohlsen, Mike Halpin, Dan Barber y Mike Mossman: Sesión de bronces.
- Steve Eisen: Solo de saxofón.